# Вітебські князі
Князі Вітебські — руський княжий рід, гілка Полоцких князів, нащадки одного з синів князя Всеслава Брячиславича Віщого — Святослава Всеславича. Представники роду правили (з перервами) у Вітебському князівстві, боролися з представниками інших гілок за Полоцьк. Останнім представником роду був Ярослав Васильович, дочка якого Марія одружена з литовським князем Ольгердом. Ярослав Васильович помер у 1320, після чого рід згас.

## Князі
- 1101—1129: Святослав Всеславич
- 1129—1132: Василько Святославич
- 1132—1162: Всеслав Василькович
- 1162—1165: Роман Вячеславич
- 1165—1167: Давид Ростиславич Смоленський (завойовано Смоленським князівством)
- 1168—1175: Брячислав Василькович
- 1175—1178: Всеслав Василькович (вдруге)
- 11781181: Брячислав Василькович (вдруге)
- 1180—1186: Всеслав Василькович (втретє)
- 1186—1221: Василько Брячиславич
- 1221—1232: Брячислав Василькович Полоцький
- 1232—1262: ? (можливо, Ізяслав Брячиславич)
- 1262—1263: Костянтин
- 1264: Ізяслав Брячиславич
- 1270—1280/97: Михайло Костянтинович
- 1280/97—1297: Василько Брячиславич
- 1297—1320: Ярослав Васильович
- бл. 1320—1377: Ольгерд (з 1345 великий князь литовський, одружився з дочкою Ярослава Марією та успадкував вітебський уділ)
- 1377—1392: Уляна Тверська, друга дружина Ольгерда
- 1392—1393: Вітовт
- Намісники великого князя:
  - 1392—1393: Федір Весна
- 1393: Свидригайло